# Вілйормур Давідсен
Вілйормур Давідсен (фар. Viljormur Davidsen; нар. 19 липня 1991) — фарерський футболіст, захисник клубу «ГБ Торсгавн».

## Клубна кар'єра
Народився 19 липня 1991 року. Вихованець футбольної школи клубу «Оденсе».
У дорослому футболі дебютував 2010 року виступами за команду клубу «Фін», в якій провів один сезон, взявши участь у 17 матчах чемпіонату. 
Своєю грою за цю команду привернув увагу представників тренерського штабу клубу «НСІ Рунавік», до складу якого приєднався 2012 року. Відіграв за клуб з Рунавіка наступні жодного сезонів своєї ігрової кар'єри.
У 2012 році уклав контракт з клубом «Єрв». 
У 2013 році захищав кольори команди клубу «Фредерисія». 
До складу клубу «Вайле» приєднався 2013 року. Відіграв за команду з Вайле 195 матчів в національному чемпіонаті.
У 2022 році перейшов до шведського клубу «Гельсінгборг».
5 січня 2023 року Давідсен повернувся на батьківщину, де уклав трирічний контракт з клубом «ГБ Торсгавн».

## Виступи за збірні
Залучався до складу молодіжної збірної Фарерських островів. На молодіжному рівні зіграв у 7 офіційних матчах.
У 2011 році дебютував в офіційних матчах у складі національної збірної Фарерських островів. Наразі провів у формі головної команди країни 14 матчів.

## Титули і досягнення
- Володар Кубка Фарерських островів (2):

«ГБ Торсгавн»: 2023, 2024
- Володар Суперкубка Фарерських островів (1):

«ГБ Торсгавн»: 2024, 2025